# Doble Bragado de 2008

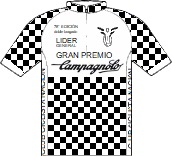
2008 Doble Bragado Líder General

La 73ª edición de la Doble Bragado se disputó desde el 3 hasta el 10 de febrero de 2008, constó de un prólogo y 7 etapas de las cuales una fue contrarreloj individual con una distancia total acumulada de 1.094,5 kilómetros.
El ganador fue Gerardo Fernández del equipo Municipalidad de 3 de Febrero, quien se impuso por primera vez en la clasificación general, fue escoltado en el podio por Guillermo Brunetta del Club Ciclista Bragado y tercero Ángel Darío Colla del equipo Ciudad del Chivilcoy.

## Ciclistas participantes
Participaron 96 ciclistas, distribuidos en 11 equipos integrados por 9 corredores cada uno, de los cuales 95 ciclistas eran argentinos y uno uruguayo.
Finalizaron 54 ciclistas.

#### Equipos
| Ciudad de Chivilcoy | Ciudad de Bragado | Municipalidad de Tres de Febrero |
| - 1. Ángel Darío Colla - 2. José Fernando Antogna - 3. Pedro Antonio Prieto - 4. Cesar Dario Sigura - 5. Armando Ariel Borrajo - 6. Adrián Silvio Gariboldi - 7. Federico Luis Pagani - 8. Carlos Emanuel Corti - 9. Marcos Crespo* | - 11. Aldo Expósito - 12. Juan M. Norbis* - 13. Cesar Muñoz* - 14. Fabián Millares - 15. Roberto G. Curuchet - 16. Pablo De la Barrera - 17. Jesús Patalagoytia - 18. Martin Ercila* - 19. Javier Burgos       | - 21. Raúl Turano - 22. Cristian Clavero - 23. Gerardo Fernández - 24. Miguel Salgado - 25. Cristian León - 26. Gabriel Richard* - 27. Norberto Oviedo - 28. Juan Gaspari - 29. Juan José Rivero* |
| Italo Mat | Club Ciclista Bragado | Ciudad de Saladillo |
| - 31. Jeremias Rodríguez - 32. Estebán Salaberri - 33. Sebastán Medina* - 34. Héctor Fabián Aguilar - 35. Enrique Esteves* - 36. Gastón Balmaceda* - 37. Gustavo Berzoni - 38. Alejandro Saraceni - 39. Federico Piniero*           | - 41. Germán López - 42. Guillermo Brunetta - 43. Claudio Flores - 44. Roberto Prezioso - 45. Matias Sassone - 46. Jorge Fidalgo - 47. Pablo Brun - 48. Franco Lopardo - 49. Lucas Lopardo*                    | - 51. Luis E. Tolosa - 52. Martín Hernández - 53. Laureano Vittola - 54. Nicolás Jaime* - 55. Diego Baccilotte - 56. Sebastián Tolosa* - 58. Gastón Filosa - 59. Maximiliano Almaraz*             |
| Ciudad de Salto | Agrícola Noroeste | ESCO-Telefónicos de Entre Ríos |
| - 61. Lucio Bagna - 62. Pablo Crespi - 63. Mauricio Garcia - 64. Gustavo De Mirta - 65. Diego Bacalusso - 66. Matias Crespi - 67. Leonardo Lucena - 68. Leonel Svilisich* - 69. Marcos Lanselotto                                   | - 71. Carlos Selvini - 72. José Bertoglio - 73. Erminio Suárez - 74. Favio Cianci - 75. Donato Defelice - 76. Lucas Labbate - 77. Germán Iros - 78. Luciano Marcoantonio - 79. Edgardo Berasaluce              | - 81. Diego Simeani - 82. Diego Valenzuela - 83. Juan Aguirre - 84. Gustavo Borcard* - 85. Demis Alemán* - 86. Guido Palma* - 87. Marcos Santucho* - 88. Gastón Agüero*                           |
| Rodados Nene-Colner | Ciudad de Chacabuco | |
| - 91. Gastón Corsaro - 92. Facundo Bazzi - 93. Osvaldo Frossasco - 94. David López - 95. Adolfo Traboschi - 96. Fernando Robledo Cruz - 97. Guillermo Miconi - 99. Eddy Cisneros                                                    | - 101. David Martínez* - 102. Leandro López - 103. Ramón Dadiego - 104. Joaquin Decunto* - 105. Maximiliano Chiozo* - 106. Mariano Fornazari* - 107. Leonel Castro* - 108. Gabriel Ramírez - 109. Leonardo Paz | |

## Etapas
| Etapa | Fecha         | Recorrido               | km        | Ganador             | Líder              |
| 1ª    | 3 de febrero  | Caseros                 | 5,4(CRE)  | Ciudad de Chivilcoy | Pedro Prieto       |
| 1ª    | 4 de febrero  | Caseros - Mercedes      | 135,8     | Cristian Clavero    | Cristian Clavero   |
| 2ª    | 5 de febrero  | Mercedes - Chacabuco    | 171       | Diego Simeani       | Diego Simeani      |
| 3ª    | 6 de febrero  | Chacabuco - Pergamino   | 155       | Jeremías Rodríguez  | Diego Simeani      |
| 4ª    | 7 de febrero  | Circuito en Pergamino   | 106,4     | Ángel Darío Colla   | Diego Simeani      |
| 5ª    | 8 de febrero  | Pergamino - Bragado     | 186       | Demis Alemán        | Gastón Corsaro     |
| 6ª A  | 9 de febrero  | Bragado                 | 16,9(CRI) | Guillermo Brunetta  | Guillermo Brunetta |
| 6ª B  | 9 de febrero  | Circuito en Bragado     | 122       | Gerardo Fernández   | Gerardo Fernández  |
| 7ª    | 10 de febrero | Bragado - Pablo Podestá | 196       | Ángel Darío Colla   | Gerardo Fernández  |

## Clasificación final
| Posición | Ciclista           | Equipo                         | Tiempo      |
| -------- | ------------------ | ------------------------------ | ----------- |
|          | Gerardo Fernández  | Municipalidad de 3 de Febrero  | 24 h 35'49" |
| 2        | Guillermo Brunetta | Club Ciclista Bragado          | + 6"        |
| 3        | Ángel Darío Colla  | Ciudad de Chivilcoy            | + 58"       |
| 4        | Diego Simeane      | ESCO-Telefónicos de Entre Ríos | + 1' 21"    |
| 5        | Pablo Brun         | Club Ciclista Bragado          | + 1' 29"    |
| 6        | Alfredo Trabocchi  | Rodados Nene-Colner            | + 1'40"     |
| 7        | César Sigura       | Ciudad de Chivilcoy            | + 1' 40"    |
| 8        | Claudio Flores     | Club Ciclista Bragado          | + 1' 41"    |
| 9        | Gastón Corsaro     | Rodados Nene-Colner            | + 1' 52"    |
| 10       | Jeremías Rodríguez | Italo Mat                      | + 2' 13"    |